# Cytherea
Cytherea är ett släkte av tvåvingar. Cytherea ingår i familjen svävflugor.

## Dottertaxa tillCytherea, i alfabetisk ordning[1]
- Cytherea adumbrata
- Cytherea albifrons
- Cytherea albolineata
- Cytherea alexandrina
- Cytherea angusta
- Cytherea araxana
- Cytherea arenicola
- Cytherea barbara
- Cytherea brevirostris
- Cytherea bucharensis
- Cytherea carmelitensis
- Cytherea cinerea
- Cytherea costata
- Cytherea cyrenaica
- Cytherea delicata
- Cytherea deserticola
- Cytherea dichroma
- Cytherea discipes
- Cytherea dispar
- Cytherea disparoides
- Cytherea dubia
- Cytherea elegans
- Cytherea esfandarii
- Cytherea esfandiarii
- Cytherea farinosa
- Cytherea fenestrata
- Cytherea fenestrulata
- Cytherea fratella
- Cytherea fusciventris
- Cytherea infuscata
- Cytherea innitidifrons
- Cytherea iranica
- Cytherea lateralis
- Cytherea latifrons
- Cytherea lugubris
- Cytherea lyncharribalzagai
- Cytherea marginalis
- Cytherea maroccana
- Cytherea melaleuca
- Cytherea mervensis
- Cytherea multicolor
- Cytherea nucleorum
- Cytherea obscura
- Cytherea pallidipennis
- Cytherea pamirensis
- Cytherea persicana
- Cytherea rungsi
- Cytherea semiargyrea
- Cytherea setosa
- Cytherea thyridophora
- Cytherea transcaspia
- Cytherea trifaria
- Cytherea turanica
- Cytherea turkestanica
- Cytherea turkmenica
- Cytherea wadensis